# Азиатски тритони
Азиатските тритони (Hynobiidae) са семейство земноводни от разред Опашати земноводни (Caudata).
Таксонът е описан за пръв път от американския палеонтолог Едуард Дринкър Коуп през 1859 година.

## Родове
Подсемейство Hynobiinae
- Afghanodon
- Batrachuperus – Планински саламандри
- Hynobius
- Liua
- Pachyhynobius
- Paradactylodon
- Pseudohynobius
- Ranodon
- Salamandrella – Сибирски тритони

Подсемейство Onychodactylinae
- Onychodactylus – Далекоизточни тритони